# 3752 Camillo
 3752 Camillo là một tiểu hành tinh Apollo có một cận điểm quỹ đạo 0.98 AU. Nó có độ lệch tâm quỹ đạo là 0.302048 và chu kỳ quỹ đạo là 613.8625482 ngày (1.68 năm).
Tiểu hành tinh được Eleanor F. Helin và Maria A. Barucci phát hiện vào ngày 15 tháng 8 năm 1985.